# Acrospira crouanii
Acrospira crouanii är en svampart som beskrevs av Mont. 1857. Acrospira crouanii ingår i släktet Acrospira, divisionen sporsäcksvampar och riket svampar.   Inga underarter finns listade i Catalogue of Life.